# Hymenocephalus tenuis
Hymenocephalus tenuis es una especie de pez de la familia Macrouridae en el orden de los Gadiformes.

## Hábitat
Es un pez de aguas profundas que vive entre 485-512 m de profundidad.

## Distribución geográfica
Es un endemismo de las Islas Hawái.